# Enicmus fungicola
Enicmus fungicola är en skalbaggsart som beskrevs av Thomson 1868. Enicmus fungicola ingår i släktet Enicmus, och familjen mögelbaggar. Arten är reproducerande i Sverige.